# Плакарт

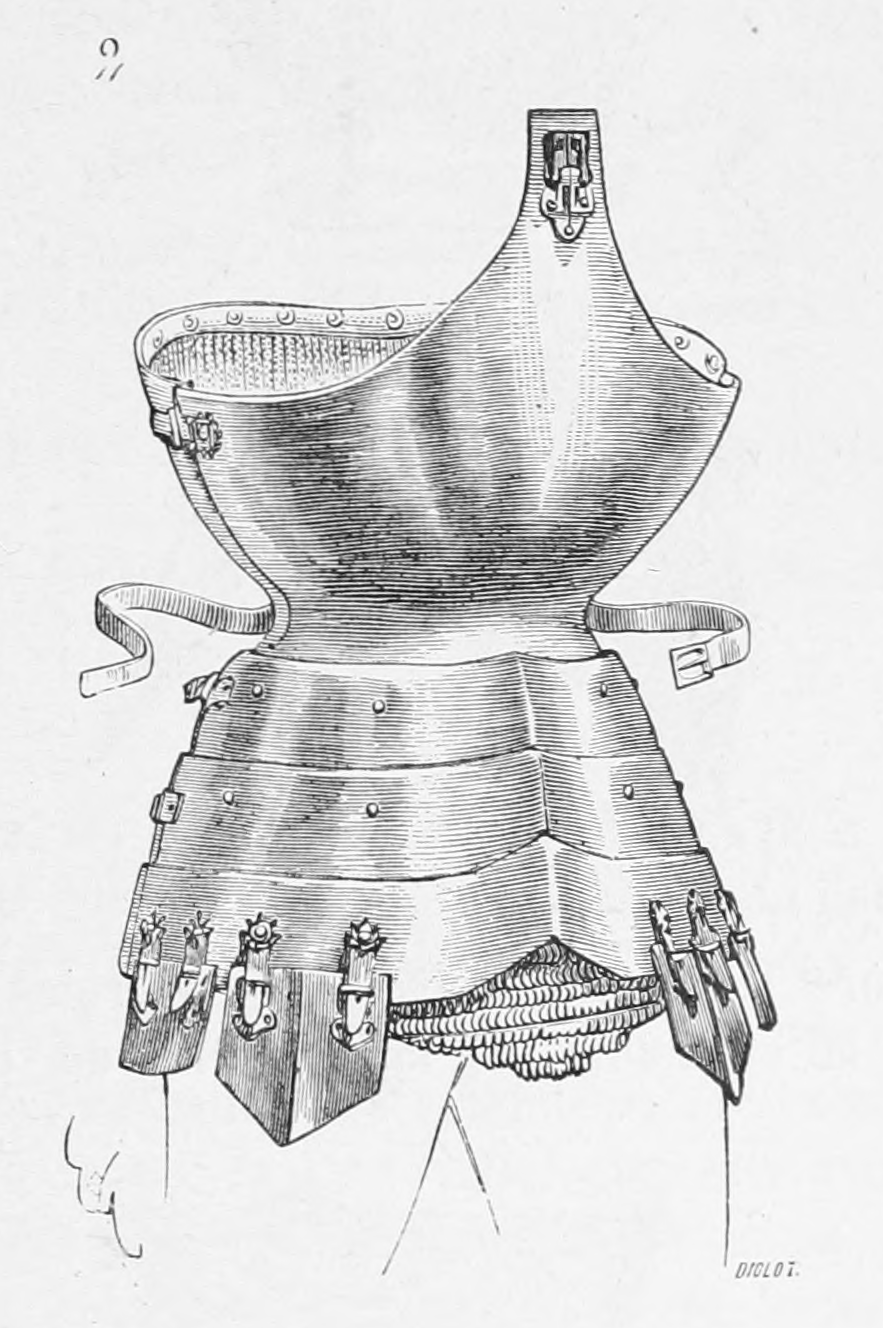
Плакарт, с закреплённой на нём латной юбкой

Плакарт (или Плакард, Планкарт) - часть доспехов эпохи Средневековья и Ренессанса, первоначально созданная для защиты нижней передней части торса. Пластинчатый доспех, составляющий нижнюю часть кирасы, часто использовались в XV веке. Плакарт оканчивался в районе паха, к его нижней части приделывали металлические пластины, образующие латную юбку, защищающую пах и бедра. Иногда, особенно в итальянских доспехах, плакарт разрастался, защищая почти всю переднюю часть торса. 
Плакарты немецкого готического доспеха часто украшались рифлением (украшение доспеха складками), и, в общем, декорировались богаче, чем доспехи итальянского стиля. Рифление не только украшало доспехи, но и укрепляло их, отражая возможные удары меча. Иногда, отделывая верх кирасы тканью (часто вельветом), плакарт оставляли с металлической отделкой, для контраста.
Позднее (в XVI веке) название «плакарт» перешло от набрюшника частично налезавшего на грудь к дополнительному нагруднику носимому поверх кирасы для лучшей пуленепробиваемости.